# Kup SR Hrvatske u kuglanju za žene
Kupovi SR Hrvatske u kuglanju u ženskoj konkurenciji za klubove su igrana od 1980.-ih i po "međunarodnom načinu" i "narodnom načinu". 

## Međunarodni način
| godina | pobjednik             | drugoplasirani | napomene, izvori |
| ------ | --------------------- | -------------- | ---------------- |
| 1989.  | Autohrvatska (Zagreb) |                |                  |
| 1990.  | INA (Sisak)           |                |                  |

## Narodni način
| godina | pobjednik             | drugoplasirani | napomene, izvori |
| ------ | --------------------- | -------------- | ---------------- |
| 1981.  | Autohrvatska (Zagreb) |                |                  |
| 1982.  | Podravka (Koprivnica) |                |                  |
| 1985.  | Podravka (Koprivnica) |                |                  |
| 1986.  | Poštar (Split)        |                |                  |
| 1987.  | Jedinstvo (Zagreb)    |                |                  |

## Unutarnje poveznice
- Klupsko prvenstvo SR Hrvatske u kuglanju za žene
- Kup Hrvatske u kuglanju za žene
- Jugoslavensko klupsko prvenstvo u kuglanju za žene
- Prva hrvatska kuglačka liga za žene
- Klupsko prvenstvo SR Hrvatske u kuglanju

## Vanjske poveznice
- kuglacki-savez-os.hr